# Ghesquierellana johnstoni
Ghesquierellana johnstoni là một loài bướm đêm trong họ Crambidae.